# 多摩郡
多摩郡（日语：／ Tama gun */?）是日本過去武藏國的郡。